# Lou Bennett
Lou Bennett va ser el nom artístic de Jean-Louis Benoît (Filadèlfia, Estats Units, 18 de maig de 1926 - Le Chesnay, França, 10 de febrer de 1997), músic organista de jazz estatunidenc.

## Trajectòria artística
Lou Bennett va tocar primer bebop al piano en alguns locals de Baltimore fins al 1956 i es decideix per dedicar-se a l'orgue després d'escoltar la música de Jimmy Smith.
Va de gira pels Estats Units amb un trio d'orgue entre el 1957 i 1959, i es trasllada a París el 1960 per a iniciar la seva carrera europea; allà toca i enregistra a Blue Note amb Jimmy Gourley i Kenny Clarke, i, amb René Thomas, tornarà només un cop a América, al Festival de Jazz de Newport de 1964.
A més als anys 60 enregistra discos amb Philip Catherine i Franco Manzecchi. Ja als anys 80 toca en el seu propi quintet juntament amb Gerard Badini, entre d'altres; en aquell període realitza gires per Espanya, passant per escenaris d'Almeria, Barcelona, La Corunya, Segovia i Madrid. El 1966 enregistra un disc amb la cantant catalana Núria Feliu: Núria Feliu amb Lou Bennett i els seus amics, i el seu últim disc, Now hear my meaning, editat el 1993, fou enregistrat en viu a Barcelona.

## Discografia
- 1960: Amen (RCA)
- 1960: Dansez et rêvez avec le trio Lou Bennett (RCA Victor)
- 1963: Enfin! (RCA)
- 1965: Pentacostal feeling
- 1966: Ovzeni Jazzohevo Festivalu 1966
- 1966: Núria Feliu, Lou Bennett i els seus amics (Edigsa)
- 1980: Live At The Club St Germain
- 1984: Blue Lou's blues
- 1993: Now hear my meaning, enregistrat a Barcelona